# Jean de Châteaugiron
 Jean de Châteaugiron dit de Malestroit (mort le 7 novembre 1374) seigneur breton du XIVe siècle

## Origine
Jean de Chateaugiron est le fils d'Hervé de Châteaugiron seigneur d'Oudon attesté en 1319 et de Jeanne sœur et héritière de Payen IV de Malestroit.

## Fonction

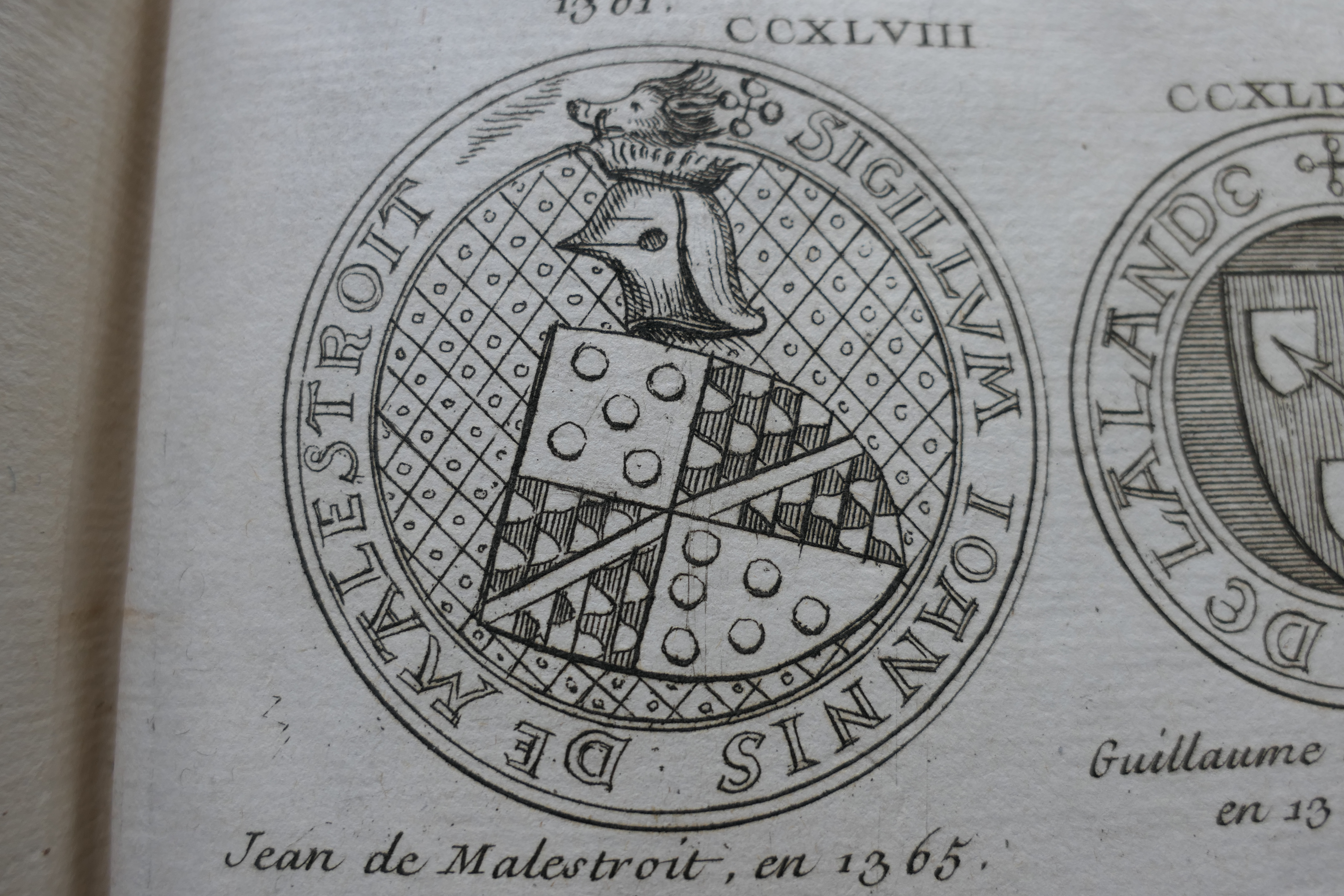
Sceau de Jean de Malestroit.

Il hérite de la seigneurie de Malestroit  à la mort de son oncle maternel Payen IV  tué en 1347 lors de la bataille de La Roche-Derrien. Chevalier banneret en 1348 il devient également seigneur d'Oudon après la mort sans héritier de son cousin germain Hervé de Châteaugiron vers 1370.

## Unions et descendance
Jean de Chateaugiron dit de Malestroit contracte deux unions:
1) avec une première épouse désormais identifiée avec Jeanne de Rieux par Frédéric Morvan. :
- Jean II seigneur de Malestroit, chevalier banneret Capitaine général mort à Naples en 1382/1383
- Alain seigneur d'Oudon mort le 14 décembre 1415 , auteur des seigneurs d'Oudon.
- Thibaud de Malestroit évêque de Tréguier puis de Cornouaille

2) vers 1352 avec Jeanne de Dol Dame de Combourg, veuve de Jean de Tinténiac, morte après 1386   
- Jean de Châteaugiron dit de Malestroit (mort en 1397) seigneur de Combourg;
- Hervé de Châteaugiron dit de Malestroit (mort en 1425) auteur des branches des seigneurs d'Uzel et de Pontcallec;
- Jean de Malestroit évêque de Nantes et Cardinal

## Source
- Barthélemy-Amédée Pocquet du Haut-Jussé  « Malestroit en Italie et l'autonomie fiscale du clergé breton », in Mémoires de la Société d'histoire et d'archéologie de Bretagne, tome VII, 1926, p. 61-90, lire en ligne sur Gallica.
- Amédée Guillotin de Corson Les grandes seigneuries de Haute Bretagne (Tome II Territoire d'Ille-et-Vilaine), réédition Le Livre d'Histoire Paris (1999)  (ISBN 2844350313) « Chateaugiron (Baronnie) » p.93-103.